# NGC 1113
NGC 1113 je zvijezda u zviježđu Ovnu.

## Vanjske poveznice
- SEDS: NGC 1113